# 헤미스 국립공원

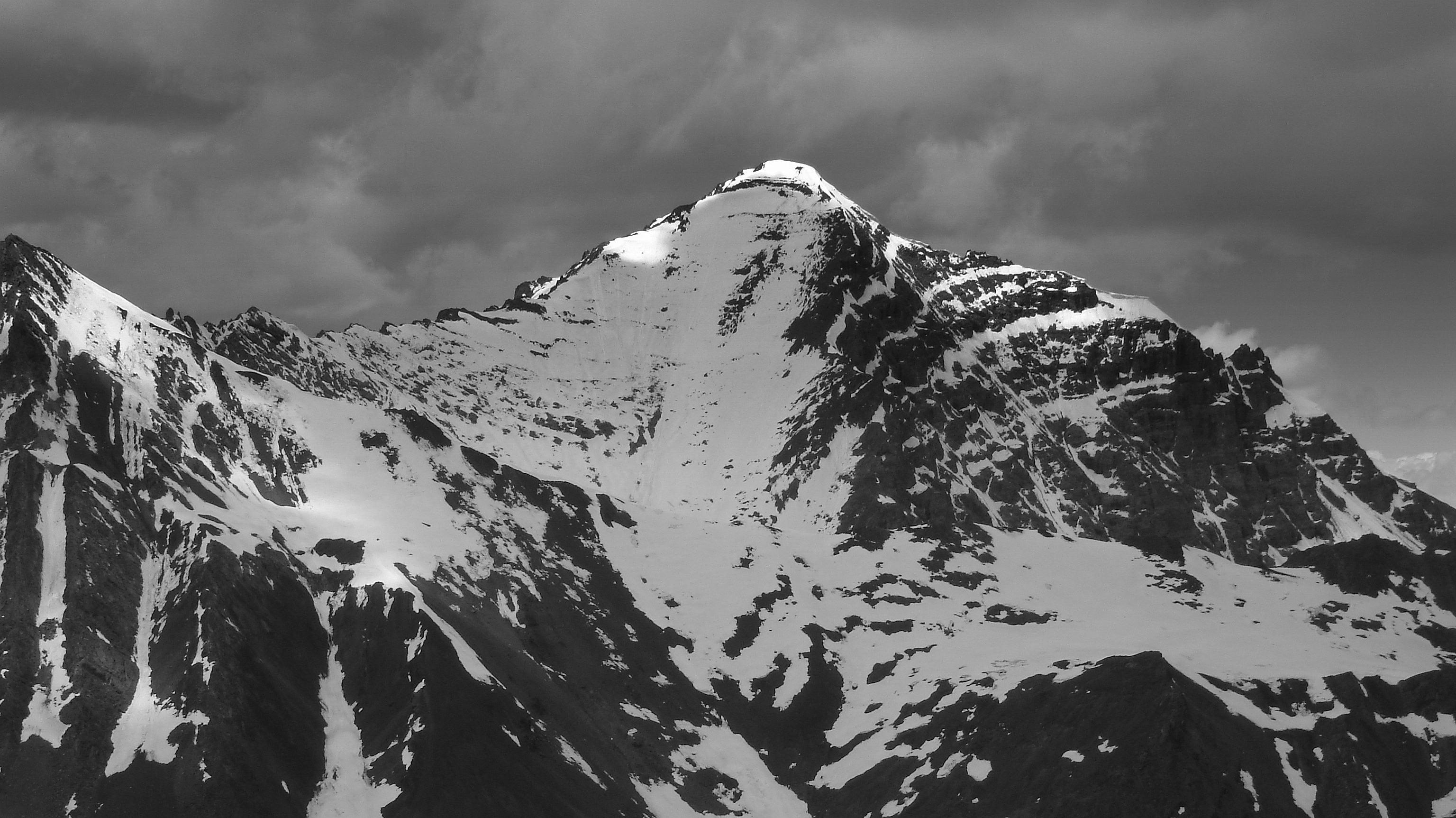

헤미스 국립공원(Hemis National Park 또는 Hemis High Altitude National Park)은 인도의 라다크지역 동부에 있는 국립공원이다. 눈표범 때문에 세계적으로 유명하다. 인도에서 가장 큰 국립 공원인 히말라야산맥 북쪽에 있는 인도의 유일한 국립 공원이며, 난다데비 국립공원 및 주변 보호 구역에 이어 두 번째로 큰 국립공원이다. 이 공원에는 눈표범을 포함하여 멸종 위기에 처한 여러 종의 포유류가 살고있다. 구북구 외부,  창탕 야생 동물 보호 구역은 이곳의 북동쪽이다. 이 곳 주변에는 인더스 강 유역이 주변에 있다.

## 역사
이 공원은 1981년 처음 설립되었으며, 그때 당시 크기는 600제곱킬로미터이다. 하지만 점차 크기가 증가하여, 1988년에는 3,350 제곱킬로미터, 1990년에는 4,400 제곱킬로미터로 증가했다. 현재, 남아시아에서 가장 큰 국립 공원이다.

## 지리 및 생태학 중요성
공원은 인도 국립 생태지역애 위치하고 있으며 소나무 숲, 고산 관목 및 초원, 고산 툰드라가 존재한다.

### 동물
이 공원은 개채군이 많아 충분한 균형이 이루어지고 있다. 또한 생태 균형이 알맞게 유지되고 있다. 특히, 이 공원에는 눈 표범이 최상위 포식자로서 존재하고, 아르갈리, 바랄, 시베리아아이벡스와 같은 동물도 적은 개채수나마 서식한다.
티베트 늑대, 유라시아 불곰, 붉은여우도 이곳에 서식한다. 작은 포유류에는 히말라야마멋,  고산족제비 및 히말라야 쥐 토끼가 서식한다.
맹금류로는 황금 독수리, 수염독수리가 서식한다. 여기에 서식하는 새에는 갈색 액센트, 로빈 액센트, 줄무늬 로즈 핀치 새, 검은 날개 눈 핀치 새, 추카, 블리트의 스위프트, 붉은 부리 초크, 히말라야 눈꼬리새 등이 서식한다.
지금까지 포유류 16종과 조류 73종들이 공원에 서식하고 있다.

### 환경

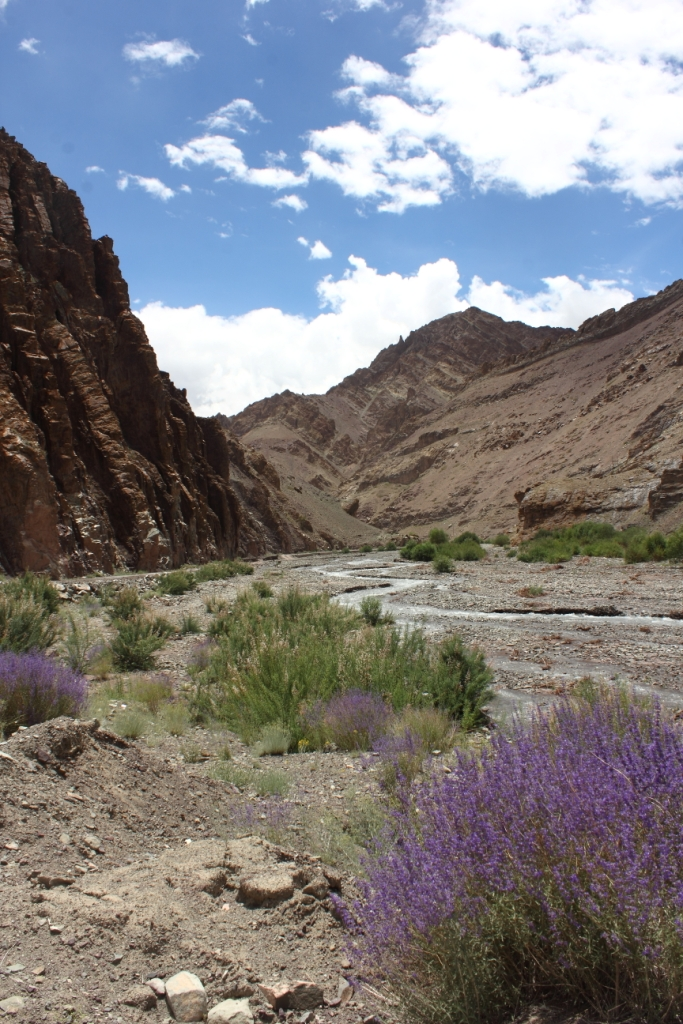
히말라야 라벤더

이 지역은 히말라야의 비그늘에 있으며 강수량이 많지 않다.

## 환경 문제
1,600 명 이상의 사람들이 공원 내부에 살고 있으며, 대부분은 가금류, 염소, 양을 기르는 목회자들이다. 야생 동물에 의해 주민들의 피해가 발생하는데, 눈표범을 가축을 잡아 먹으며 때로는 한 번의 사냥으로 한 무리에서 여러 동물을 죽인다. 이것은 가축의 과도한 방목 때문이다. 바랄로로 인한 작물 피해도 목격되었다.

## 관광
공원을 가로 지르는 자동차 도로가 없다. 그러나, 6월 중순부터 10월 중순까지 산책로를 탐방할 수 있다. 하지만 그외 10월 말부터 6월 초순까지는 산책로를 허가를 받지 않고 탐방 할 수 없다. 또한, 눈표범을 발견하기 가장 좋은 계절은 겨울이다. 숙박은 오지 캠프, 주민 홈스테이 및 수도원 숙박으로 제한된다.

## 같이 보기
- 카라코람 야생 동물 보호구역
- 창탕 냉 사막 야생 동물 보호 구역

## 바이오그래피
- 관리 계획 Hemis High Altitude National Park, Jigmet Takpa IFS 및 Saleem Ul Haq.
- Hemis High Altitude National Park-Government of Jammu and Kashmir, Department of Wildlife Protection, Wildlife Division (LAHDC) Leh-Ladakh
- Chettri, Nakul. 2003.
- Namgail, T., Fox, JL & Bhatnagar, YV (2004). 인도 트랜스-히말라야의 교향 인 티베트 아르 갈리 Ovis ammon hodgsoni와 파란 양 Pseudois nayaur 사이의 서식지 분리. 동물학 저널 (런던), 262 : 57-63.
- Ladakh : 땅과 사람들, Prem Singh Jina 저. 1996년 Indus Publishing 발행 (ISBN 8173870578 ), (ISBN 9788173870576 )